# 나승화
나승화(1969년 10월 8일 ~ )는 대한민국의 전직 축구 선수이다. 현역 시절 포지션은 수비수였다.